# رومان كيلموف
رومان كيلموف (بالروسية: Климов, Роман Геннадьевич)‏ هو دراج روسي، ولد في 19 يناير 1985.

## وصلات خارجية
- رومان كيلموف على موقع الاتحاد الدولي للدراجات (الإنجليزية)
- رومان كيلموف على موقع أرشيف الدراجات (الإنجليزية)
- رومان كيلموف على موقع إحصائيات الدراجات الإحترافية (الإنجليزية)
- رومان كيلموف على موقع نسبة الدراجات (الإنجليزية)